# Tituss Burgess
Tituss Burgess (Athens, 21 de febrero de 1979) es un actor y cantante estadounidense. Ha aparecido en numerosos musicales de Broadway y es conocido por su voz de tenor. Es principalmente conocido por su papel protagónico en la serie original de Netflix Unbreakable Kimmy Schmidt, por el que recibió la nominación al Primetime Emmy al mejor actor de reparto en una serie de comedia de manera consecutiva en cuatro ocasiones (en los años 2015, 2016, 2017 y 2018).

## Vida personal
Burgess, hijo único, nació y se crio en Athens, Georgia.
Asistió al Cedar Shoals High School, donde participó activamente en los programas de teatro. Se graduó en la Universidad de Georgia con una licenciatura en música.
Burgess ha declarado abiertamente su homosexualidad.

## Carrera
Burgess hizo su debut de Broadway en el musical Good Vibrations en el papel de Eddie en 2005, y luego apareció en Jersey Boys como Hal Miller.
Tuvo el rol de "Sebastian el Cangrejo" en el musical de La Sirenita en 2007 y el rol de Nicely-Nicely Johnson en Guys and Dolls en 2009.
También ha actuado en varias producciones de teatro regionales, incluyendo The Wiz y Jesucristo Superstar.
Burgess participó del concierto benéfico "Brodway for Obama (Broadway para Obama)" que tuvo lugar en el State Theatre Center for the Arts en Easton, Pensilvania el 20 de octubre de 2008. Además actuó en el concierto benéfico "Broadway After Dark" el 26 de octubre de 2008 en la Ciudad de Nueva York.
También tuvo un concierto individual en Birdland en la Ciudad de Nueva York el 27 de julio de 2009. Y en el 2009, fue uno de los intérpretes en el crucero "R Family Vacations Summer Cruise" del 11 al 18 de julio.
En octubre del 2009, estuvo en un episodio de la serie web The Battery's Down. Luego apareció en la quinta y sexta temporada de 30 Rock como D'Fwan.
En marzo del 2013, Burgess cantó "And I Am Telling You" en el musical de Brodway Dreamgirls.
Burgess formó parte del elenco de Into the Woods en el 2015.
El 6 de mayo de 2015, Netflix estrenó la primera temporada de Unbreakable Kimmy Schmidt en la que Burguess interpreta a Titus Andromedon, el compañero de cuarto de Kimmy. Por este papel, Burgess ha recibido una amplia crítica positiva por su actuación, con el The New York Times declarando que el "papel había sido hecho para Burgess a su medida". Por su actuación en la primera temporada recibió la nominación a los Premios de la Crítica Televisiva y a los Premios Primetime Emmy, ambos en la categoría de Mejor Actor de Reparto en una Serie de Comedia.
El 26 de julio de 2019, Burgess publicó el EP Saint Tituss, que cuenta con seis canciones, incluyendo el sencillo "45" dedicado al Presidente de los Estados Unidos Donald Trump.

## Carrera teatral
| Fecha                                           | Título               | Papel                 | Lugar                                           |
| ----------------------------------------------- | -------------------- | --------------------- | ----------------------------------------------- |
| 2 de febrero – 24 de abril de 2005              | Good Vibrations      | Eddie                 | Broadway                                        |
| 6 de noviembre de 2005 – 31 de julio de 2006    | Jersey Boys          | Hal Miller            | Broadway                                        |
| 3 de noviembre de 2007 – 7 de diciembre de 2008 | La Sirenita          | Sebastian             | Broadway                                        |
| 1 de marzo– 14 de junio de 2009                 | Guys and Dolls       | Nicely-Nicely Johnson | Broadway                                        |
|                                                 | The Wiz              |                       | Regional                                        |
|                                                 | Jesucristo Superstar | Judas                 | Regional                                        |
|                                                 | Into the Woods       | La Bruja              | Centro de Artes Escénicas Arsht, Miami, Florida |

## Filmografía

### Película
| Año  | Título                   | Papel                 | Notas |
| ---- | ------------------------ | --------------------- | ----- |
| 2014 | Are You Joking?          | Hank Trenton          |       |
| 2016 | Angry Birds: La Película | Edward (Voz)          |       |
| 2017 | Smurfs: The Lost Village | Pitufo Vanidoso (Voz) |       |
| 2018 | Set It Up                | Creepy Tim            |       |
| 2018 | Then You Came            | Julian                |       |
| 2019 | Dolemite Is My Name      | Theodore Toney        |       |

### Televisión
| Año       | Título                    | Papel             | Notas                               |
| --------- | ------------------------- | ----------------- | ----------------------------------- |
| 2009      | The Battery's Down        | Mr. Z             | 2 episodios                         |
| 2011      | A Gifted Man              | Larry, el Guardia | Un episodio                         |
| 2011–2012 | 30 Rock                   | D'Fwan            | 4 episodios                         |
| 2012      | Blue Bloods               | Sacerdote         | Un episodio                         |
| 2013      | Royal Pains               | Kristoff          | Un episodio                         |
| 2015–2019 | Unbreakable Kimmy Schmidt | Titus Andromedon  | Personaje principal - 51 episodios. |
| 2017      | Julie Greenroom           | Él mismo          |                                     |

### Videojuegos
| Año  | Título             | Función | Notas                            |
| ---- | ------------------ | ------- | -------------------------------- |
| 2014 | Grand Theft Auto V | Barbero | Acreditado como "Poblador Local" |

## Discografía
- Jersey Boys (2005) - Disco de la obra de teatro
- Here's To You  (2006) - Álbum de estudio
- Here's To You  (2006) - Álbum individual. Disponible en iTunes.
- La Sirenita (2008) - Disco de la obra de teatro
- Keys (2008) - Scott Alan
- Thirteen Stories Down (2010) - Jonathan Reid Gealt
- Comfortable (2012) - Álbum de estudio
- Saint Tituss (2019) - Álbum de estudio

## Premios y nombramientos
| Año  | Título                    | Asociación                          | Categoría                                      | Resultado | Ref.   |
| ---- | ------------------------- | ----------------------------------- | ---------------------------------------------- | --------- | ------ |
| 2008 | La Sirenita               | Broadway.com Premio de la audiencia | Mejor actor en un musical                      | Nominado  |        |
| 2015 | Unbreakable Kimmy Schmidt | Premios Webby                       | Mejor Actor                                    | Ganador   |        |
| 2015 | Unbreakable Kimmy Schmidt | Premios de la Crítica Televisiva    | Mejor actor de reparto en una serie de comedia | Nominado  |        |
| 2015 | Unbreakable Kimmy Schmidt | Gold Derby TV Award                 | Mejor actor de reparto en una serie de comedia | Ganador   |        |
| 2015 | Unbreakable Kimmy Schmidt | Premios Emmy                        | Mejor actor de reparto en una serie de comedia | Nominado  |        |
| 2015 | Unbreakable Kimmy Schmidt | Dorian Award                        | Mejor actuación del año en televisión.         | Nominado  | [ 15 ] |
| 2016 | Unbreakable Kimmy Schmidt | Premios Emmy                        | Mejor actor de reparto en una serie de comedia | Nominado  |        |
| 2017 | Unbreakable Kimmy Schmidt | Premios Emmy                        | Mejor actor de reparto en una serie de comedia | Nominado  |        |
| 2018 | Unbreakable Kimmy Schmidt | Premios de la Crítica Televisiva    | Mejor actor de reparto en una serie de comedia | Nominado  |        |
| 2018 | Unbreakable Kimmy Schmidt | Premios Emmy                        | Mejor actor de reparto en una serie de comedia | Nominado  |        |